# Tyrone Giordano
Tyrone Giordano (18 de abril de 1976) es un actor estadounidense sordo. 
Nacido en Hartford, Connecticut, asistió Montgomery Blair High School y a Universidad Gallaudet. Comenzó a actuar en Washington D. C.. Formaba parte de un pequeño grupo de actores cuando le llegó la oportunidad de participar en una producción de The Miracle Worker, donde tuvo su primer papel importante. En 1999, obtuvo un posgrado en inglés en la Universidad Gallaudet. En septiembre de 2001, interpretó el papel protagónico en la obra Big River, con la compañía "Deaf West Theatre", en Los Ángeles.
Big River fue un éxito en Los Ángeles y en el verano de 2003, la obra hizo su debut en Broadway, en el teatro American Airlines, con algunos de sus miembros originales entre el reparto actoral. Giordano permaneció con Big River durante casi toda la gira nacional (2004-2005) y también en su presentación en Japón, ausentándose solo durante la filmación de The Family Stone, en donde interpreta al hermano sordo del protagonista (Dermot Mulroney). También hace el papel del hermano del personaje de Ashton Kutcher en A Lot Like Love de 2005. Además participó del thriller Untraceable (2008), protagonizado por Diane Lane.